# Государственный областной трест ленинградских заводов массового производства
Государственный областной трест ленинградских заводов массового производства («ТРЕМАСС») — губернская организация петроградского и ленинградского
областного совета народного хозяйства, объединявшая заводы массового производства в 1921—1931 гг.

## История
Трест создан приказом Севзаппромбюро от 30 декабря 1921 г. и находился в ведении Главного Управления государственной металлической промышленности Высшего Совета народного хозяйства РСФСР.
Через 4 года, в октябре 1925 управление трестом передано Исполкому Ленинградского губернского Совета рабочих, крестьянских и красноармейских депутатов. Внутри Исполкома ведением треста занимался Отдел местной промышленности (Отместпром) (1924—1927 гг.), созданный постановлением Президиума ВСНХ РСФСР от 14 января 1924 г..
Помимо «Тремасса», Отместпром управлял красочным трестом, «Древтрестом», «Ленсжатгазом», Ленинградским государственным жировым трестом «Ленжет», «Кровлетрестом», «Стеклотрестом», «Ленинградодеждой», «Пищетрестом» и самостоятельно действующими объединениями: гвоздильных, кирпичных и мелоплавильных заводов, «Знамя труда», заводами: «Красный Октябрь», Опытным Института прикладной химии, Невским гвоздильным, «Электрическая энергия», наждачно-механическим «Ильич», фабриками: клеёнки и гранитоля «Пролетарский труд», «Волокно», кинофабрикой «Ленинградкино», райпромкомбинатами, типографиями, а также всеми арендованными, бездействующими предприятиями и кустарной промышленностью.
Отдел ликвидировали Постановлением Президиума Ленгубисполкома от 5 февраля 1927 г., его функции передали Ленгубсовнархозу (фонд Р-2078).
В апреле 1926 г. «Тремасс» включён в состав Северо-Западного областного Управления Народного Комиссариата торговли РСФСР, где находится до 1929 г., после чего им распоряжается Ленинградский областной Совет народного хозяйства (ЛОСНХ), который через два года ликвидировал трест своим приказом от 25 октября 1931 г.; заводы перешли к Всероссийскому металлообъединению крепёжных изделий (Роскрепметиз).

## Заводы

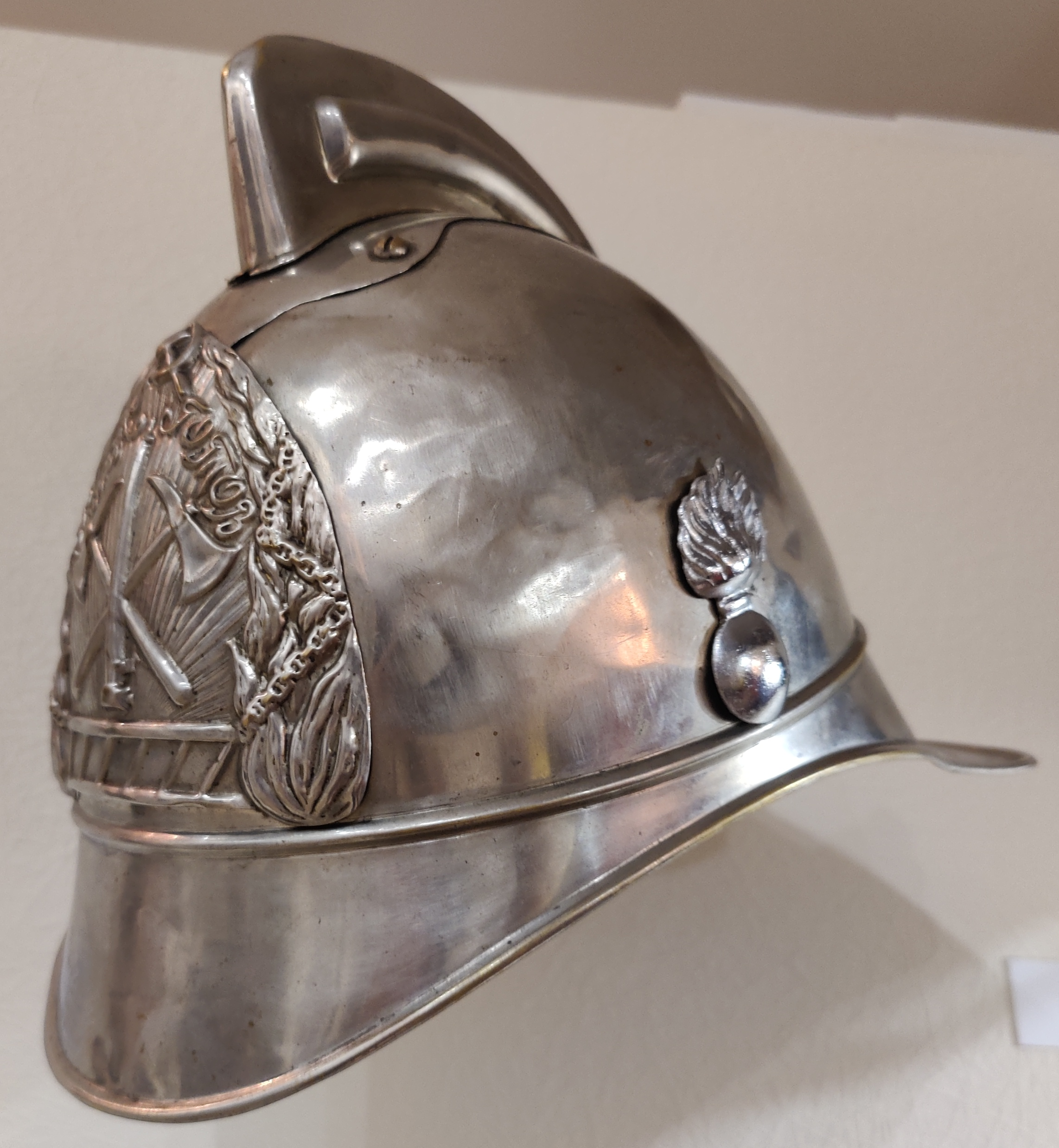
Каска начальника пожарной охраны Первой ГЭС Клааса В. В. Трест «Тремасс», Ленинград, 1923

Трест составляли следующие предприятия:
- «Красный гвоздильщик» — дореволюционное предприятие «Общество железопрокатного и проволочного завода», национализированное в 1918 г., названо «Красный гвоздильщик» в 1921 г., входило в трест «Тремасс» под этим названием с 1922 по 1931 гг.[3];
- «Промет» — работал по заказам Главного Артиллерийского управления и Военно-Морского ведомства Российской империи с 1912 г., изготавливая амуницию для артиллерийской конной тяги, прожекторные станции, противогазы, ручные гранаты, а также подводные бомбы и мины; национализирован в 1918 г., в трест вошёл в 1921[4];
- «Художественно-штамповочный завод им. тов. Роменского, бывший „Эдуард“» — дореволюционное предприятие, национализировано в 1918 г., в феврале 1922 г. перешло в трест[5][6];
- Ленинградский государственный машиностроительный завод «Вулкан» ленинградского объединения по производству машин для легкой промышленности, ведущий свою историю с 1897 года, когда фирма Яковлева на берегу Малой Невки построила завод по изготовлению керосиновых двигателей. В 1907 г. завод продали АО «Гольстрем и Тунельд» и назвали «Вулкан». В конце 1912 г. АО получило название «Общество Петроградского механического и литейного завода „Вулкан“». Завод национализирован постановлением ВСНХ от 23 мая 1918 г. и законсервирован до 1926 г. После расконсервации, в 1927 г., объединён с медно-котельным заводом «Часовой революции» и назван Ленинградским медно-котельным, литейным и механическим заводом «Вулкан» треста «Тремасс»[7];
- и другие.

## Продукция

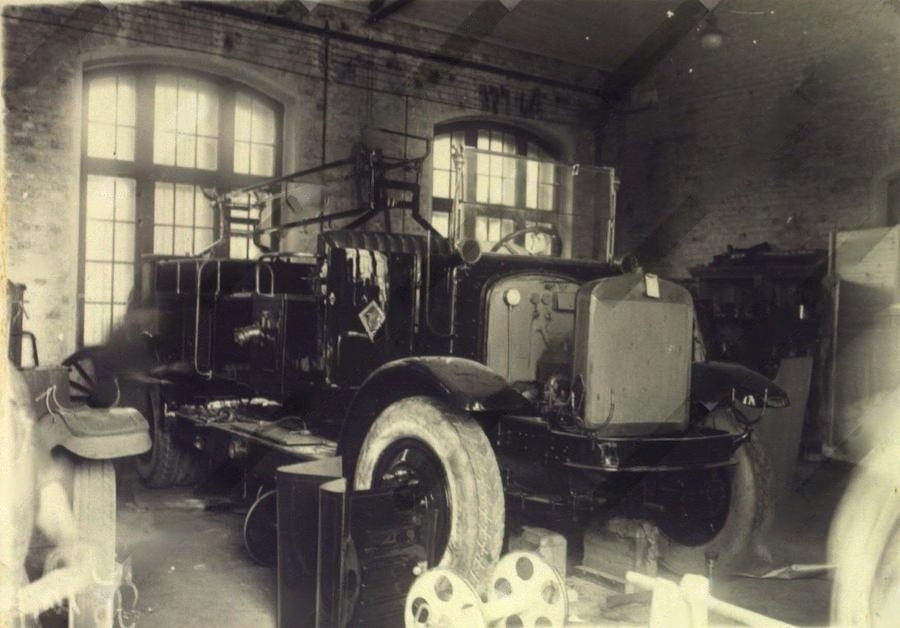
Пожарный автомобиль на заводе «Промет»

- столовые приборы, подстаканники, половники, портсигары, пудреницы, сахарницы[5];
- лопаты, вилы, топоры[5];
- украшения, нагрудные и петличные знаки (в том числе для Советской армии и флота), жетоны: выпускал художественный завод им. тов. Роменского, например знак общества «Добролёт» по эскизу Александра Родченко[5];
- первый советский крупносерийный мотоцикл «Тремасс-300», созданный по чертежам советских инженеров группы П. В. Можарова: выпустил завод «Промет» в кооперации с другими предприятиями треста[4];
- первый советский пожарный автомобильный насос на шасси АМО Ф-15 и другое противопожарное оборудование (завод «Промет»)[4]: автопеногоны, мотопомпы, гидропульты, огнетушители;
- гидравлические затворы для первой крупной гидроэлектростанции на реке Волхов — Волховской ГЭС[4].